# Ритхи Пань
Ритхи Пань (Пан Риттхи, кхмер. ប៉ាន់ រិទ្ធី) (родился 18 апреля 1964 в Пномпене) — камбоджийский кинорежиссёр и сценарист документальных фильмов.
Фильмы режиссёра фокусируются на последствиях режима геноцида Красных кхмеров в Камбодже. Работы Ритхи Паня основаны на собственном жизненном опыте: его семья была выселена из Пномпеня в 1975 году Красными кхмерами. Один за другим его отец, мать, сестры и племянники умерли от голода и истощения в отдалённом трудовом лагере в камбоджийской деревне.

## Биография
Ритхи Пань родился в Пномпене. Его отец был учителем и инспектором начальных школ.
Его семья вместе с другими жителями Пномпеня была выселена из столицы в 1975 году Красными кхмерами. Семья Ритхи пострадала во время режима, и после того, как на его глазах от голода и непосильного труда умерли родители, сестры и другие родственники, ему удалось бежать в Таиланд в 1979 году, где он жил в лагере беженцев. В конце концов он оказался в Париже, где он учился столярному делу в училище, и однажды, на вечеринке, ему в руки попала видеокамера. Так он заинтересовался кинематографом. Окончив институт кинематографии в Париже, он вернулся в Камбоджу в 1990 году, в то же время используя Париж как второй дом.
Его первая документальная лента, Site 2, о семье камбоджийских беженцев в лагере на тайско-камбоджийской границе в 1980-х, была удостоена «Гран-При документального кино (Grand Prix du Documentaire)» на Амьенском фестивале.
Его фильм «Рисовые люди» (Rice People) (1994), в жанре документальной драмы, рассказывает о сельской семье, пытающейся выжить в Камбодже после Красных кхмеров. В 1994 году фильм демонстрировался на Каннском фестивале, и был (впервые в истории Камбоджи) выдвинут на премию «Оскар» за лучший фильм на иностранном языке.
Документальный фильм 2000 года «Земля блуждающих душ» (The Land of the Wandering Souls) также рассказывает о борьбе камбоджийской семьи за жизнь.
Его фильм 2003 года «S-21: Машина убийств Красных кхмеров» (S-21: The Khmer Rouge Killing Machine), о тюрьме Туол Сленг, где встречаются бывшие узники и палачи, чтобы вспомнить о леденящей кровь недавней камбоджийской истории.
Документальная драма 2005 года «Артисты сгоревшего театра» (англ. The Burnt Theatre) рассказывает о труппе актёров, живущей и репетирующей в здании сгоревшего Национального театра в Пномпене. Театр Сурамарит сгорел в 1994 году, и так и не был восстановлен.

## Фильмография
- Лагерь 2 (Site 2) (1989)
- Камбоджа: между Войной и Миром (Cambodia: Between War and Peace) (1991)
- Рисовые люди (អ្នកស្រែ) (1994)
- Бопхана: Камбоджийская трагедия (Bophana: A Cambodian Tragedy) (1996)
- Однажды вечером, после войны (រាត្រីមួយក្រោយសង្គ្រាម) (1998)
- Земля блуждающих душ (The Land of the Wandering Souls) (2000)
- S-21, машина смерти Красных кхмеров (ស២១ ម៉ាស៊ីនពិឃាដ) (2003)
- Артисты сгоревшего театра (មហោស្រពដែលឆេះ) (2005)
- Раскалённые угли не завернёшь в бумагу (ក្រដាសមិនអាចខ្ចប់ភ្លើង) (2007)
- Плотина против Тихого океана (ជញ្ជាំងសមុទ្រ) (2008)
- Всё будет хорошо (2022)